# Conflicte sociolingüístic de Bèlgica
El conflicte sociolingüístic de Bèlgica o problema lingüístic belga que encara perviu en l'actualitat, entre les comunitats neerlandòfones i francòfones, té arrels assentades des d'abans de la primera Constitució de Bèlgica.

## Polítiques favorables a l'idioma francès
Entre els anys 1815 i 1830, tot l'actual Estat Belga formava part del Regne Unit dels Països Baixos. El rei neerlandès Guillem I, va haver d'enfrontar-se amb una poderosa oposició per diferents estaments socials: els catòlics estaven en desacord amb la ingerència del monarca en la religió i la immensa majoria dels francoparlants d'idees liberals i les classes burgeses s'oposaven a la postura lingüística del rei, al seu govern despòtic i a l'escassa representativitat del seu territori en les milícies i en els organismes administratius. L'acuitat declivi econòmic, que va conduir a altes taxes d'aturats i a un augment important de la inflació de l'import dels aliments, va provocar àmplies revoltes que desencadenarien el que a posteriori seria conegut com a Revolució belga.
La disconformitat de les classes belgues va esclatar de manera exabrupta a l'agost de 1830, durant la representació de la famosa opera «La Muette de Portici» (una exaltació de la lluita dels napolitans contra els espanyols per aconseguir la seva emancipació). Després de les revoltes es va establir un Govern de caràcter provisional que va declarar a Bèlgica com a estat sobirà.

La primera legislació lingüística de Bèlgica, publicada com a decret el 16 de novembre de 1830, pel comitè central del govern provisional deia: 
| « | Article 1: El butlletí oficial de les lleis i actes del govern serà publicat en francès. | » |

La primera constitució belga -promulgada el 7 de febrer de 1831- no establia cap llengua oficial; no obstant això el seu article 23 resava: 
| « | ...l'ús de les llengües usades a Bèlgica és facultatiu; només la llei pot determinar-ho, i únicament pel que fa als actes de l'autoritat pública i negocis judicials | » |

Atès que en la pràctica el francès era la llengua utilitzada per les classes dominants, tant flamenques com valones, això es va traduir en el seu ús exclusiu com a llengua oficial. De fet les 2 lleis que van desenvolupar l'article 23 de la constitució -promulgada la primera el 19 de setembre de 1831 i la segona, que la va substituir, el 28 de febrer de 1845- van ancorar el francès com a llengua oficial. En les albors de l'estat belga, les classes elitistes flamenques no van dubtar a atribuir a l'idioma francès exclusivitat en el seu ús institucional, doncs a l'històric prestigi que aquesta llengua tenia, calia sumar-li la seva ocupació com diseminador de les idees revolucionàries pròpies de l'Europa de les llums. El neerlandès -que comptava amb un 55-57% de parlants flamencs- era considerat una llengua primitiva i indigna per les mateixes elits flamenques; veient-se, a més, clarament desfavorit pel clergat catòlic, que ho percebia com un perillós difusor de les idees derivades del protestantisme calvinista, l'arrelament del qual als Països Baixos els causava temor.
També cal tenir en compte que en els seus orígens el neerlandès a Flandes, al no estar normalitzat, es trobava fortament dialectitzat, comptant amb gran quantitat de variacions. Tal com és recollit en l'exposició de motius del Decret del 16 de novembre de 1830.
| « | ...considerant, d'altra banda, que les llengües flamenca i alemanya, utilitzades pels habitants de certes localitats, varien d'una província a una altra, i algunes vegades de districte en districte, de manera que seria impossible publicar un text oficial de les lleis i decrets en llengua neerlandesa o alemanya. | » |

Alguna cosa similar succeïa, aleshores, en la part valona de Bèlgica, convivint majoritàriament diversos idiomes tradicionals -alguns d'ells, minoritàriament, encara perviuen- com el való, el picard, el lorrain i el gaumais; però donat la considerable similitud d'aquestes llengües amb el francès, es va produir un acrescut canvi lingüístic.
En definitiva, potser el millor esment sobre el tema es recull en el pensament del politòleg i historiador belga Xabier Mabille, qui en el seu llibre "Història política de Bèlgica" cita textualment:
| « | Una descripció vàlida des d'un punt de vista sociològic de la situació lingüística en els anys de la independència de Bèlgica ha d'anar més enllà del marc restrictiu establert pel primer cens electoral (1856). La població belga no estava simplement dividida en tres grups dels quals el més important utilitzava més freqüentment "el flamenc o holandès" (57%),el segon el "francès o való" (42%), i el tercer, una altra llengua, sobretot l'alemany (1%). Valdria millor dir que una gran majoria de la població, situada al nord de la vella frontera lingüística parlava principalment "els flamencs" (entenent el terme com les diferents variants dialectals del neerlandès); que la majoria de la resta parlava principalment els valons (englobant el terme les diferents llengües molt properes al francès normatiu); i que a les dues regions, però sobretot en el sud, una majoria de la població parlava també el francès. No era més que una minoria, al voltant del 10-15%, que podríem dir utilitzaven sobretot el francès. En el seu si estava en primer lloc la burgesia... i d'altra banda, una part de la classe mitjana. | » |

## Principi del reconeixement oficial de l'idioma neerlandès

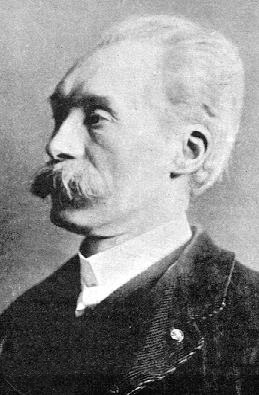
Julien de Vriendt

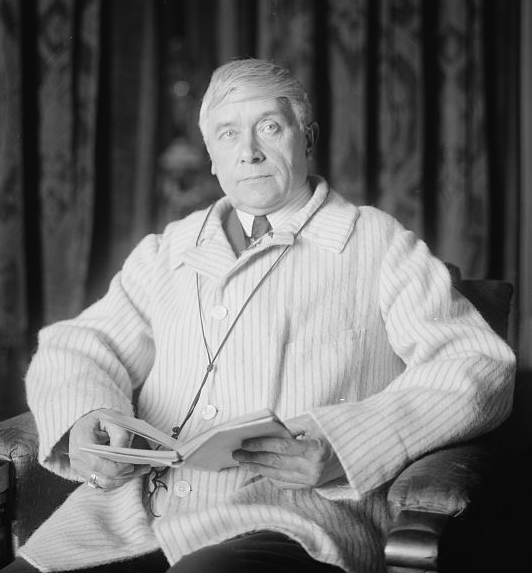
Maurice Maeterlinck

El reconeixement dels drets lingüístics dels neerlandòfons es va començar a implementar a partir de l'últim terç del segle XIX: el 1873 va poder emprar-se el neerlandès a Flandes en el sistema judicial; a partir de 1878 es va permetre el seu ús en el sistema administratiu públic de la regió flamenca; el 1883 en l'educació secundària; el 1886 es va començar a encunyar la moneda belga de manera bilingüe; el 1890 s'estableix mitjançant llei l'obligatorietat d'acreditar el coneixement de la llengua neerlandesa per ser nomenat funcionari públic en les Administracions situades a la zona flamenca,; el 18 d'abril de 1898 s'aprova (per 47 vots a favor, 39 en contra i 3 abstencions) una llei, coneguda com a llei de Coremans-De Vriendt (atès que va ser proposada pels representants flamencs Juliaan De Vriendt i Edward Coremans), que obliga a publicar els documents oficials també en llengua neerlandesa, no obstant això, caldrà esperar fins al 1967 per disposar d'una versió oficial de la Constitució en flamenc; a partir de 1899 es van començar a imprimir els segells en tots dos idiomes; a partir de 1910 i la llei de 31 de juliol de 1921 va assentar el principi d'ús d'ambdues llengües en l'administració pública flamenca, d'aquesta manera s'acorda el bilingüisme per a les administracions centrals i els seus funcionaris, els quals han de conèixer les llengües de la regió en la qual exerceixen les seves funcions: a partir d'una petició del 20% dels electors, les comunicacions i avisos dirigits al públic havien de fer-se en les dues llengües de la regió.
Encara restava pendent que la llengua neerlandesa tingués cabuda a la universitat: les quatre universitats del país impartien les classes en llengua francesa i fins a la invasió alemanya de Bèlgica, durant la Primera Guerra Mundial, no va ser possible instruir-se en neerlandès. Els invasors alemanys ho van permetre a la universitat de Gant, però només a partir de 1930, un segle després de la creació de Bèlgica, va ser quan la universitat flamenca de Gant ensenyarà definitivament en neerlandès i no en francès. El moviment nacionalista flamenc, conscient de la importància de tenir una elit intel·lectual, va demanar la instrucció en neerlandès en aquesta universitat, però la classe alta flamenca de la ciutat, fortament francòfona, s'hi va oposar argumentant el subdesenvolupament de la llengua flamenca i la falta de llibres científics en neerlandès. Potser el francòfon flamenc més destacat, que es va oposar feroçment va ser Maurice Maeterlinck (premi Nobel de Literatura el 1911).

## L'actual frontera lingüística
Entre el 2 de març i el 21 de març de 1932 es va aprovar al parlament bicameral una mutable frontera lingüística, on es definia una fragmentada Bèlgica: una de parla neerlandesa i una altra francesa, amb l'acord de la majoria dels diputats de Valònia. Els valons no van voler acceptar el bilingüisme en la totalitat de l'Estat belga -com els flamencs eren partidaris-, perquè temien que en un estat bilingüe els flamencs estiguessin avantatjats per poder ocupar llocs institucionals, en posseir els seus veïns del nord un major coneixement d'ambdues llengües.
Aquesta boga de llengües depenia d'un cens lingüístic que es realitzava aproximadament cada quinze anys i atès que el creixement del francès es veia afavorit en cada cens, sobretot en la perifèria de Brussel·les, els flamencs no van trigar a sentir-se desconfiats d'aquesta llei -el 1961, 278 alcaldes flamencs es van negar a complir la llei i a realitzar els censos de llengües- i reividincaren la fixació definitiva de les fronteres lingüístiques basant-se en el cens de 1947, que va ser l'últim que es va realitzar a l'estat. Aquestes exigències flamenques coincidien amb el declivi de la indústria valona de la dècada dels 60: fins llavors l'economia valona, basada en una rica indústria de carbó i acer, era de les més importants d'Europa (i per descomptat la primera amb diferència de Bèlgica) explicant una àmplia importació de mà d'obra flamenca (i italiana, espanyola, etc.), però les seves mines van deixar de ser rendibles i la seva indústria metal·lúrgica va perdre competitivitat; això va succeir al mateix temps que l'economia flamenca floria enèrgicament (fins llavors tan sols posseïa una economia bàsicament agrària) a causa de, principalment, al fet que les empreses americanes es van instal·lar en el nord animades per la proximitat del mar que els oferia el potencial port d'Anvers (el segon major port d'Europa).
La llei del 8 de novembre de 1962 va establir la invariabilitat de la frontera lingüística de Bèlgica i la llei del 2 d'agost de 1963 va establir definitivament les quatre regions actuals: la dels francòfons (on van passar a formar part 25 municipis flamencs que constaven de 87.000 habitants) que inclou les cinc províncies valones (el Brabant Való, Hainaut, Luxemburg, Namur, i Lieja, excepte els municipis pertanyents a la regió de llengua alemanya), la dels neerlandòfons (on van passar a formar part 25 municipis valons que tenien 23.000 habitants) que inclou les cinc províncies flamenques (Anvers, el Brabant Flamenc, Flandes occidental, Flandes oriental i Limburg), la dels germanòfons que inclou 9 municipis enclavats a la província de Lieja i la regió bilingüe de Brussel·les-capital, que comprèn els 19 municipis del districte administratiu de Brussel·les-capital.
També es van establir les denominades "facilitats lingüístiques" dividides en quatre tipus: municipis perifèrics de Brussel·les, situats a la regió de llengua neerlandesa, amb facilitats per als francòfons; municipis de la frontera lingüística, situats a la regió de llengua neerlandesa i també a la regió de llengua francesa, amb facilitats per als francòfons o neerlandòfons segons els casos; municipis “malmediennes”, situats a la regió de llengua francesa, amb facilitats pels germanòfons; i municipis de la regió de llengua alemanya, amb facilitats per als francòfons. En aquestes 10 circumscripcions (a Flandes: Bever, Mesen, Ronse, Spiere-Helkijn i Voeren; a Valònia: Enghien, Comines-Warneton, Mouscron i Flobecq; a la perifèria de Brussel·les-capital: Kraainem, Wezembeek-Oppem, Linkebeek, Wemmel, Drogenbos i Sint-Genesius-Rode) els habitants poden fer ús de la seva llengua materna en l'administració pública, així com assistir al sistema educatiu en l'idioma que desitgin.
El consens aconseguit per a aquestes facilitacions lingüístiques no va ser fàcil per a la seva ciutadania: A la perifèria de Brussel·les, els flamencs van haver d'acceptar el francès en una ciutat que per història consideraven seva; i els francòfons van haver d'acceptar que la capital belga fos oficialment bilingüe (malgrat tenir una molt minoritària població neerlandòfona), envoltada del monolingüe Flandes i separada tan sols per 3,5 km de la monolingüe Valònia (a través de Sint-Genesius-Rode). Així mateix, els francòfons van haver d'acceptar que els Fourons (Voeren en neerlandès), de majoria de parla francesa, fossin transferits a la província flamenca de Limburg amb facilitats lingüístiques. Pel que fa als Fourons és important insistir en un incident esdevingut el 1986, on José Happart, alcalde triat per un grupet de 5 llogarets que constaven amb 5.000 habitants, on més del 60% era francòfona, va ser obligat a dimitir pel consell d'estat per no saber neerlandès.
La crisi més apressant, que va ser el preludi final d'una inevitable modificació constitucional des d'un model unitari a un descentralitzat, va ser el que va esdevenir a la Universitat Catòlica de Lovaina (fundada el 1425 i que va comptar amb alumnes de la talla d'Erasme, Janseni, Vesali, Désiré Félicien-François-Joseph Mercier i Gerard Mercator) situada en la comunitat monolingüe flamenca: es van produir diverses manifestacions pels neerlandòfons, a tot Flandes, a favor de l'ús exclusiu del neerlandès en les classes i l'exclusió del francès, la qual cosa va provocar la partició de la universitat en dues (la universitat francòfona es va traslladar als afores de Brussel·les, de comunitat lingüística francesa). A Dixmude, Flandes, els estudiants d'ensenyament mitjà es van manifestar per mostrar la seva solidaritat amb els estudiants neerlandòfons; a Oostende, uns 3.000 alumnes es van manifestar per recolzar a la secció neerlandesa de la universitat i van exigir el trasllat immediat dels estudiants francòfons a Valònia; i a Bruges, els estudiants de les escoles lliures van realitzar una vaga de no assistència a classe. El conflicte va ser tal, que entre la nit del 26-27 de gener de 1968, es van produir 675 detencions. Aquest episodi va produir diferències molt profundes en el principal partit belga, el partit socialcristià, que van acabar, poc després, amb l'escissió entre la seva facció flamenca (CVP) i francòfona (PSC). Era la primera de les successives separacions que a partir de llavors van afectar els partits belgues d'àmbit estatal.

## Els successius canvis constitucionals: La descentralització de l'estat belga
L'esdevingut el 1968 a la Universitat de Lovaina -que va produir la seva divisió entre francòfons i neerlandòfons i la seva secció francòfona traslladada al Brabant Való - va desencadenar finalment la descentralització de l'Estat belga. El 1970, el primer ministre Gaston Eyskens va afirmar davant el Parlament belga, en un discurs que avui pot ser qualificat com a històric, que: 
| « | ... l'Estat unitari amb la seva estructura i funcionament, tal com són regulats actualment per les lleis, ha estat superat pels fets | » |

 La primera reforma constitucional d'importància va ser la de 1970. Abans s'havien produït modificacions el 1892 i 1921, relatives a la instauració del vot plural la primera, i del sufragi universal pur i simple la segona, si bé van tenir un considerable abast polític, no alteraven en absolut els principis fonamentals. En la reforma de 1970 es van crear tres tipus de comunitats lingüístiques: les comunitats francesa, flamenca i alemanya (denominades llavors comunitats culturals); a les quals se'ls van atorgar la competència d'educació. S'estableix la creació dels Consells Culturals i s'ordena la publicació bilingüe (francès-flamenc) del text constitucional, tenint tots dos igual força legal.
Aquestes divisions lingüístiques queden reflectides al Parlament nacional. Segons la llei de 3 de juliol de 1971, el repartiment dels parlamentaris es va fer entre els dos grups lingüístics majoritaris. Pertanyen al grup lingüístic francès els diputats i senadors triats a les regions de llengua francesa i alemanya i els triats en la circumscripció de Brussel·les que prestin jurament en francès o alemany. I formaran part del grup lingüístic neerlandès els diputats i senadors triats a la regió de llengua neerlandesa i els triats a Brussel·les que prestin jurament en neerlandès. El 1980 es van institucionalitzar a més tres Regions (Flandes, Valònia i Brussel·les capital). No obstant això, la regió de Flandes i la comunitat lingüística neerlandòfona es van fusionar, establint-se la capitalitat a la regió de Brussel·les-capital el 6 de març de 1984 (contradient al consell d'estat, que deia que una regió no podia establir la seva capitalitat a una altra regió). I el 1993 Bèlgica es va transformar en un Estat federal compost per dos tipus d'entitats federades: les Regions (a les quals se'ls amplia lleugerament les competències) i les Comunitats. Ambdues col·lectivitats polítiques posseeixen una assemblea o consell, òrgan legislatiu triat directament per sufragi universal directe, i un govern, òrgan executiu. Es va dividir la província de Brabant -autèntic nucli de Bèlgica- en dues províncies noves, una francòfona que s'adscriu a Valònia i una altra neerlandòfona que s'adscriu a Flandes.

## Actualitat
En els últims anys el conflicte belga ha perdurat de manera intensa, després de la modificació de la constitució el 2001, va arribar la del 29 de març de 2012. Aquesta revisió va arribar després d'un ardu procés de negociacions -de 14 hores- entre els representants de 8 partits belgues: quatre partits flamencs (el democristià CD&V, el socialista SP.A, el liberal Open VLD i el verd Groen) i els quatre francòfons (el socialista PS, el democristià CDH, el liberal MR i el verd Écolo); aquesta modificació va assegurar a Elio di Rupo -que havia aconseguit ocupar el càrrec executiu al desembre de 2012 després de 541 dies, en el qual el país va mancar d'executiu, sent l'estat que més temps ha estat sense govern- com a primer ministre, càrrec que un való no aconseguia des de 1974. En aquesta ocasió el canvi constitucional versava sobre la complexa situació de Brussel·les-Trobi-Vilvoorde, l'únic districte electoral i judicial, a cavall entre les dues regions de Bèlgica, compost per 19 municipis de la regió de Brussel·les-capital (bilingües) i 35 que es troben a Flandes (entre ells 6 municipis flamencs amb facilitats lingüístiques -Drogenbos, Linkebeek, Sint Genesius-Rode, Wemmel, Kraainem i Wezembeek-Oppem- per uns 150.000 francòfons que podien votar per candidats de la bilingüe regió de Brussel·les-capital i gaudir tant del sistema judicial com de l'educatiu en la seva llengua materna).
Aquest districte va provocar la caiguda d'Yves Leterme a l'abril de 2010 i va impedir una formació governant al país. Finalment es va decidir que els electors d'aquests municipis podrien triar entre votar a llistes locals o de Brussel·les (fins llavors podien votar a tots dos) però el districte no s'escindirà per a les complicades eleccions al Senat belga. A més, els francòfons de la perifèria flamenca de Brussel·les seguiran tenint accés a la justícia en la seva llengua.